# Saint-Pierre-en-Faucigny
Saint-Pierre-en-Faucigny ist eine französische Gemeinde im Département Haute-Savoie in der Region Auvergne-Rhône-Alpes.

## Geographie
Saint-Pierre-en-Faucigny liegt auf 471 m, östlich von La Roche-sur-Foron, etwa 24 Kilometer südöstlich der Stadt Genf (Luftlinie). Das Dorf erstreckt sich am Austritt des Flusses Borne aus den Bornes-Alpen in die breite Niederung des Arvetals, im Pays Rochois und im Faucigny.
Die Fläche des 14,91 km² großen Gemeindegebiets umfasst einen Abschnitt des unteren Arvetals und der Bornes-Alpen. Der nördliche Teil des Gemeindeareals wird von der Ebene der Arve eingenommen. Die Grenze bildet teilweise die Arve, teilweise ihr linker Zufluss Borne. Von der Arve erstreckt sich der Gemeindeboden südwärts über die Talebene und den angrenzenden Hang bis an den Rand der Geländeterrasse von Saint-Laurent. Ein schmaler Zipfel reicht nach Südosten in die Gorges d’Eveaux, eine tiefe Schlucht, in welcher der Borne die nördlichste Kette der Bornes-Alpen durchbricht. Diese Schlucht wird im Osten von der Pointe d’Andey flankiert, an deren Hang mit rund 1500 m die höchste Erhebung von Saint-Pierre-en-Faucigny erreicht wird.
Saint-Pierre-en-Faucigny besteht neben dem eigentlichen Saint-Pierre aus verschiedenen Dörfern und Weilern, nämlich: 
- Passeirier (458 m) in der Arveebene
- La Serte (450 m) in der Arveebene
- Saint-Maurice-de-Rumilly (480 m) am südlichen Rand der Arveebene
- Blansin (460 m) in der Arveebene
- Toisinge (450 m) in der Arveebene
- Delairaz (750 m) am östlichen Talhang der Gorges d’Eveaux
- Prêlaz (1020 m) auf einem Vorsprung hoch über den Gorges d’Eveaux

Nachbargemeinden von Saint-Pierre-en-Faucigny sind Arenthon im Norden, Bonneville im Osten, Glières-Val-de-Borne und Saint-Laurent im Süden sowie Amancy im Westen.

## Geschichte
Auf dem Gemeindegebiet wurden Spuren der Anwesenheit des Menschen im Neolithikum gefunden. Die heutige Gemeinde entstand erst 1965 mit der Fusion der vorher selbständigen Gemeinden Saint-Pierre-de-Rumilly, Saint-Maurice-de-Rumilly und Passeirier. Als neuer Name wurde Saint-Pierre-en-Faucigny gewählt.

## Sehenswürdigkeiten
Die Dorfkirche von Saint-Pierre wurde im klassizistischen Stil errichtet. Bei Delairaz befindet sich die Chapelle d’Eveaux. In der Umgebung von Saint-Pierre-en-Faucigny gibt es mehrere Schlösser, darunter das Château de Cohendier (ursprünglich aus dem Mittelalter, 12. bis 15. Jahrhundert, im 19. Jahrhundert restauriert), das Château de Chuet aus dem 13. Jahrhundert (im 19. Jahrhundert umgebaut und vergrößert), das Château d’Arcine aus dem 13. Jahrhundert und das Schloss in Passeirier. Delairaz und Prêlaz sind charakteristische Bergdörfer.

## Bevölkerung
| Jahr                       | 1962 | 1968 | 1975 | 1982 | 1990 | 1999 | 2006 |
| Einwohner                  | 2205 | 2468 | 2701 | 3088 | 3787 | 5053 | 5601 |
| Quellen: Cassini und INSEE |      |      |      |      |      |      |      |

Mit 7848 Einwohnern (Stand 1. Januar 2022) gehört Saint-Pierre-en-Faucigny zu den größeren Gemeinden des Département Haute-Savoie. Seit Beginn der 1960er Jahre wurde ein markantes Bevölkerungswachstum verzeichnet. Die ehemaligen Dörfer sind heute durch Wohn- und Gewerbequartiere weitgehend zusammengewachsen.

## Wirtschaft und Infrastruktur
Saint-Pierre-en-Faucigny war bis weit ins 20. Jahrhundert hinein eine vorwiegend durch die Landwirtschaft geprägte Gemeinde. Heute gibt es verschiedene Betriebe des Klein- und Mittelgewerbes. In der Nähe der Hauptverkehrsachsen entstanden Gewerbe- und Industriezonen. Viele Erwerbstätige sind auch Wegpendler, die in den größeren Ortschaften der Umgebung, vor allem aber im Raum Genf-Annemasse, ihrer Arbeit nachgehen.
Die Ortschaft ist verkehrsmäßig sehr gut erschlossen. Sie liegt nahe der Hauptstraße N203, die von Annecy nach Bonneville führt. Der nächste Anschluss an die Autobahn A40, welche das Gemeindegebiet durchquert, befindet sich in einer Entfernung von rund zwei km. Saint-Pierre besitzt auch einen Bahnhof an der Bahnstrecke La Roche-sur-Foron–Saint-Gervais.